# عمر الفارسكوري
عمر الفارِسْكُوري (ت. 1018 ه‍ـ / 1610 م) هو أديب، من علماء العربية.
هو عمر بن محمد بن أبي بكر الفارسكوري. ولد بفارسكور و توفي بدمياط. من آثاره: «جوامع الإعراب وهوامع الآداب» و «خاتمة جوامع الإعراب» و «البهجة الجديدة» و «الفوائد البهية» و «نظم القطر» و «ناشئة الليل» و «نظم الارتشاف».